# كامبل جونستون
كامبل جونستون (بالإنجليزية: Campbell Johnstone)‏ هو لاعب اتحاد الرغبي نيوزلندي، ولد في 7 يناير 1980 في Waipukurau ‏ في نيوزيلندا.

## وصلات خارجية
- كامبل جونستون عل موقع إسبنسكروم (الإنجليزية)
- كامبل جونستون على موقع ItsRugby.co.uk (الإنجليزية)